# バラコヴォ原子力発電所
バラコヴォ原子力発電所(ロシア語: Балаковская АЭС )はモスクワの南東900kmのロシア連邦サラトフ州バラコヴォに存在する原子力発電所。4基の原子炉が利用されており、5基目が建設中である。原子力発電所の所有・運用はロスエネルゴアトムである。
バラコヴォ原発はロシアと欧州の原子力発電所の姉妹計画に参加しており、1990年にドイツのビブリス原発とパートナーシップを結んでいる 。
1985年6月27日、1号機の立ち上げ時にヒューマンエラー（後に未熟と軽率が原因とされた）で圧力逃し弁が意図せず開き、300度の蒸気が職員の作業区域に入り14人がなくなっている。この事故はチェルノブイリ事故以前のものとして知られる。

## 原子炉
バラコヴォ原発では4基の原子炉が運用されている
| 原子炉             | 形式          | 正味発電量(MW) | 総発電量(MW) | 建設開始      | 送電開始       | 商業運用       | 運用終了           |
| ------------------ | ------------- | -------------- | ------------ | ------------- | -------------- | -------------- | ------------------ |
| 1号機 (Balakovo-1) | WWER-1000/320 | 950            | 1000         | 1980年12月1日 | 1985年12月28日 | 1986年5月23日  | -                  |
| 2号機 (Balakovo-2) | WWER-1000/320 | 950            | 1000         | 1981年8月1日  | 1987年10月8日  | 1988年12月1日  | -                  |
| 3号機 (Balakovo-3) | WWER-1000/320 | 950            | 1000         | 1982年11月1日 | 1988年12月25日 | 1989年4月8日   | -                  |
| 4号機 (Balakovo-4) | WWER-1000/320 | 950            | 1000         | 1984年4月1日  | 1993年5月12日  | 1993年12月22日 | -                  |
| 5号機 (Balakovo-5) | WWER-1000/320 | 950            | 1000         | -             | -              | -              | 2008年に建設再中断 |
| 6号機 (Balakovo-6) | WWER-1000/320 | 950            | 1000         | -             | -              | -              | 1993年に建設中止   |

バラコヴォ原子力発電所
- 内部の様子
- スチームタービンの修理
- 建設中の原子炉
- 空からの眺め
- 配電所
- 運転室
- 蒸気発生器の輸送
- 建設中の5号機

## 註
1. ↑  “Kraftwerk Biblis: WANO-Partnerschaft mit Balakovo jährt sich zum 20. Mal” (ドイツ語).  RWE (2010年9月29日). 2010年10月18日閲覧。
2. ↑  http://www.nuclearfiles.org/menu/key-issues/nuclear-weapons/issues/accidents/accidents-1980's-05.htm
3. ↑  Power Reactor Information System of the IAEA: „Russian Federation: Nuclear Power Reactors“